# Castlebar
Castlebar (Caisleán an Bharraigh em irlandês) é uma cidade da Irlanda e é situada no condado de Mayo. Possui 15 041 habitantes (censo de 2006).